# Nati il 21 dicembre

## X secolo(1)
- 968 - Minamoto no Yorinobu, militare giapponese († 1048)

## XII secolo(1)
- 1118 - Tommaso Becket, arcivescovo cattolico inglese († 1170)

## XIV secolo(1)
- 1336 - Baldassarre di Turingia, nobile tedesco († 1406)

## XV secolo(2)
- 1401 - Masaccio, pittore italiano († 1428)
- 1446 - Cecca, ingegnere italiano († 1488)

## XVI secolo(12)
- 1505 - Thomas Wriothesley, I conte di Southampton, nobile e politico britannico († 1550)
- 1512 - Bonifacio IV del Monferrato, marchese italiano († 1530)
- 1514 - Alessandro Bon, nobile († 1566)
- 1533 - Prospero Rendella, giurista, agronomo e enologo italiano († 1630)
- 1556 - Antonio Pagni, presbitero e religioso italiano († 1624)
- 1567 - Johann Kaspar von Stadion, militare († 1641)
- 1574 - Troilo III de' Rossi, condottiero italiano († 1593)
- 1586 - Adriana Basile, cantante e musicista italiana († 1657)
- 1586 - Hosokawa Tadatoshi, militare giapponese († 1641)
- 1589 - Ottone di Lippe-Brake, conte tedesco († 1657)
- 1596 - Pietro Mogila, vescovo ortodosso moldavo († 1646)
- 1596 - Tommaso Francesco di Savoia, principe italiano († 1656)

## XVII secolo(16)
- 1603 - Roger Williams, teologo inglese († 1684)
- 1610 - Lucrezia Dondi dall'Orologio Obizzi, nobile italiana († 1654)
- 1616 - Pietro Andrea Ziani, compositore e organista italiano († 1684)
- 1626 - Francis Scott, II conte di Buccleuch, nobile scozzese († 1651)
- 1627 - Innocenzo Le Masson, presbitero, teologo e monaco cristiano francese († 1703)
- 1635 - Carlo Gibertoni, artigiano italiano
- 1641 - Francesco Castiglione, pittore italiano († 1716)
- 1653 - Tommaso Aldrovandini, pittore italiano († 1736)
- 1666 - Olivier van Deuren, pittore olandese († 1714)
- 1668 - Carlo Tommaso Maillard de Tournon, cardinale e patriarca cattolico italiano († 1710)
- 1669 - Francesco Onorato di Monaco, arcivescovo cattolico francese († 1748)
- 1673 - Tommaso Rossi, filosofo italiano († 1743)
- 1679 - Christoph Helwig junior, medico tedesco († 1714)
- 1682 - Calico Jack, pirata britannico († 1720)
- 1684 - Ippolito Desideri, gesuita e missionario italiano († 1733)
- 1697 - Georg Erhard Hamberger, chimico, fisiologo e chirurgo tedesco († 1755)

## XVIII secolo(46)
- 1701 - Guillaume Thomas Taraval, pittore francese († 1750)
- 1702 - Tommaso Crudeli, poeta e giurista italiano († 1745)
- 1708 - Levin Adolph von Hake, politico tedesco († 1771)
- 1715 - Tommaso Gherardini, pittore italiano († 1797)
- 1715 - François-Vincent Toussaint, scrittore, traduttore e enciclopedista francese († 1772)
- 1722 - Franz Anton von Raab, funzionario austriaco († 1783)
- 1723 - Antonio Brognoli, poeta e storico italiano († 1807)
- 1723 - Pierre Camille Le Moine, archivista francese († 1800)
- 1728 - Hermann Friedrich Raupach, compositore e clavicembalista tedesco († 1788)
- 1733 - Giovanni Vincenzo Monforte, arcivescovo cattolico italiano († 1802)
- 1738 - Victor Amédée de La Fage, politico francese († 1801)
- 1739 - Bernardo Fallani, architetto e ingegnere italiano († 1806)
- 1744 - Anne Vallayer-Coster, pittrice francese († 1818)
- 1744 - Leopolda di Savoia-Carignano, nobile italiano († 1807)
- 1745 - Peter Kinzing, orologiaio tedesco († 1816)
- 1748 - Ludwig Christoph Heinrich Hölty, poeta tedesco († 1776)
- 1748 - Johann Kollowrat, generale austriaco († 1816)
- 1749 - Alexandre Ferdinand Léonce Lapostolle, fisico francese († 1831)
- 1753 - Robert Crown, ammiraglio russo († 1841)
- 1758 - Vittore Maria Gera, agronomo italiano († 1836)
- 1758 - Jean Baptiste Éblé, generale e ingegnere francese († 1812)
- 1760 - Karl von Moll, naturalista e politico austriaco († 1838)
- 1762 - Matteo Tondi, scienziato e mineralogista italiano († 1835)
- 1764 - Henri-François Delaborde, generale francese († 1833)
- 1764 - Andrea Mazzarella, poeta, avvocato e patriota italiano († 1823)
- 1767 - Pietro Bagnoli, poeta e librettista italiano († 1847)
- 1769 - Maximilian Joseph Gottfried Sommerau Beeckh, cardinale e arcivescovo cattolico austriaco († 1853)
- 1773 - Robert Brown, botanico britannico († 1858)
- 1777 - John Campbell, VII duca di Argyll, nobile e politico scozzese († 1847)
- 1778 - Anders Sandøe Ørsted, politico danese († 1860)
- 1782 - Benoit Tranquille Berbiguier, flautista e compositore francese († 1835)
- 1782 - Christian Gottlob Kayser, editore tedesco († 1857)
- 1783 - Charles Cathcart, II conte Cathcart, generale scozzese († 1859)
- 1787 - José Tomás Ovalle, politico cileno († 1831)
- 1788 - Adamo Tadolini, scultore italiano († 1868)
- 1789 - John Norvell, editore e politico statunitense († 1850)
- 1791 - Giorgio Jan, entomologo, zoologo e botanico italiano († 1866)
- 1792 - Jacques Pierre Charles Abbatucci, politico francese († 1857)
- 1794 - Francesco Rossi, scienziato italiano († 1858)
- 1795 - Robert Moffat, missionario scozzese († 1883)
- 1795 - Leopold von Ranke, storico tedesco († 1886)
- 1795 - John Russell, allevatore britannico († 1883)
- 1796 - Tomasz Zan, poeta e attivista polacco († 1855)
- 1799 - David Don, botanico scozzese († 1841)
- 1800 - Anacarsi Nardi, patriota italiano († 1844)
- 1800 - Luisa di Sassonia-Gotha-Altenburg, duchessa († 1831)

## XIX secolo(149)
- 1802 - Francesco Lucca, editore italiano († 1872)
- 1803 - Achille Vianelli, pittore e incisore italiano († 1894)
- 1803 - Joseph Whitworth, ingegnere e imprenditore inglese († 1887)
- 1804 - Benjamin Disraeli, politico e scrittore britannico († 1881)
- 1804 - Tomás Frías Ametller, politico boliviano († 1884)
- 1805 - Thomas Graham, chimico scozzese († 1869)
- 1805 - Leopardo Martinengo, politico e patriota italiano († 1884)
- 1805 - Domenico Serra, politico italiano († 1879)
- 1805 - Saverio Francesco Vegezzi, avvocato e politico italiano († 1888)
- 1807 - Henrietta Maria Dillon-Lee, nobildonna e attivista inglese († 1895)
- 1810 - Guglielmo Scammacca Della Bruca, imprenditore e politico italiano († 1886)
- 1811 - Archibald Campbell Tait, arcivescovo anglicano e teologo britannico († 1882)
- 1813 - George Daniel Schenkel, teologo svizzero († 1885)
- 1814 - Tommaso Rinaldi, orafo italiano († 1877)
- 1815 - Thomas Couture, pittore francese († 1879)
- 1816 - Augustus Volney Waller, medico e fisiologo britannico († 1870)
- 1818 - Francesco Gamba, pittore italiano († 1887)
- 1818 - Amalia di Oldenburg, sovrana greca († 1875)
- 1819 - Constantin Possiet, ammiraglio e politico russo († 1899)
- 1820 - Luigi Griffini, politico e avvocato italiano († 1899)
- 1821 - Friedrich Wilhelm Scanzoni von Lichtenfels, ginecologo tedesco († 1891)
- 1822 - Pedro de Amorim Viana, filosofo portoghese († 1901)
- 1824 - Maria Vos, pittrice olandese († 1906)
- 1824 - Ezio de Vecchi, politico e militare italiano († 1897)
- 1826 - Tommaso Malagodi, patriota italiano († 1894)
- 1826 - Ernst Pauer, pianista, compositore e docente austriaco († 1905)
- 1827 - George Downing Living, chimico inglese († 1924)
- 1829 - Laura Bridgman, statunitense († 1889)
- 1830 - Gian Francesco Angelini, basso italiano († 1915)
- 1833 - Elizaveta Nikolaevna Zubova, attivista russa († 1894)
- 1835 - Thomas Graham Jackson, architetto britannico († 1924)
- 1836 - Milij Alekseevič Balakirev, compositore, pianista e direttore d'orchestra russo († 1910)
- 1836 - Teresa di Sassonia-Altenburg, nobile († 1914)
- 1838 - Giovanni Bombrini, imprenditore e politico italiano († 1924)
- 1838 - Wilhelm Maurenbrecher, storico tedesco († 1892)
- 1839 - Émile Jungfleisch, chimico francese († 1916)
- 1841 - Charles Maljournal, operaio e militare francese († 1894)
- 1841 - Pietro Nocito, politico e giurista italiano († 1904)
- 1843 - Giuseppe Ferrari, pittore italiano († 1905)
- 1843 - José Muñoz y Borbón, nobile spagnolo († 1863)
- 1844 - Ernest Jouin, presbitero, scrittore e giornalista francese († 1932)
- 1844 - Arthur Lakes, geologo, scrittore e pittore britannico († 1917)
- 1844 - Alfred Picard, funzionario, politico e ingegnere francese († 1913)
- 1846 - Hermann Ahlwardt, pubblicista e politico tedesco († 1914)
- 1847 - John Chard, militare britannico († 1897)
- 1847 - Il'ja Sergeevič Krašeninnikov, politico russo († 1920)
- 1849 - James Lane Allen, scrittore statunitense († 1925)
- 1850 - Lluís Domènech i Montaner, architetto spagnolo († 1923)
- 1850 - Zdeněk Fibich, compositore ceco († 1900)
- 1850 - Marie Fox, scrittrice britannica